# Hélder Costa
Hélder Costa (Grândola, 1939) és un dramaturg i director de teatre portuguès. És el director de la companyia de teatre A Barraca, establerta al Teatro Cinearte de Lisboa i que va ser premiada per la UNESCO el 1992. Format a París, Costa ha portat les seves obres a Dinamarca, Anglaterra, Bèlgica, França, Romania, Bolívia, Brasil, Espanya i Mèxic. O Príncipe de Spandau, sobre el suïcidi de Rudolf Hess, és una de les peces més conegudes.